# Scelidocteus berlandi
Scelidocteus berlandi är en spindelart som beskrevs av Roger de Lessert 1930. Scelidocteus berlandi ingår i släktet Scelidocteus och familjen Palpimanidae.
Artens utbredningsområde är Kongo. Inga underarter finns listade i Catalogue of Life.